# Владимир Арзумањан
Владимир Ваграмович Арзумањан (26. мај 1998, Степанакерт) јерменски је певач. Представљао је Јерменију на Дечјој Песми Евровизије 2010. са песмом Мама(Մամա). Победио је у финалу, поставши први представник Јерменије којем је то пошло за руком.